# Либавский 6-й пехотный полк
6-й пехотный Либавский Принца Фридриха-Леопольда Прусского полк,
с 26.07.1914 — 6-й пехотный Либавский полк — пехотная воинская часть Русской императорской армии. В 1820 — 1918 годах входил в состав 2-й пехотной дивизии.
- Старшинство — 16 мая 1803 г.
- Полковой праздник — 8 июня.

## Места дислокации
1820 — г. Рига.

## История
Общество офицеров в этом полку прекрасное, солдаты отменно хороши.— Ф. Н. Глинка. Письма русского офицера
- 16 августа 1806 — из трёх рот Кексгольмского и трёх рот Петровского мушкетерских полков сформирован Либавский мушкетерский полк.

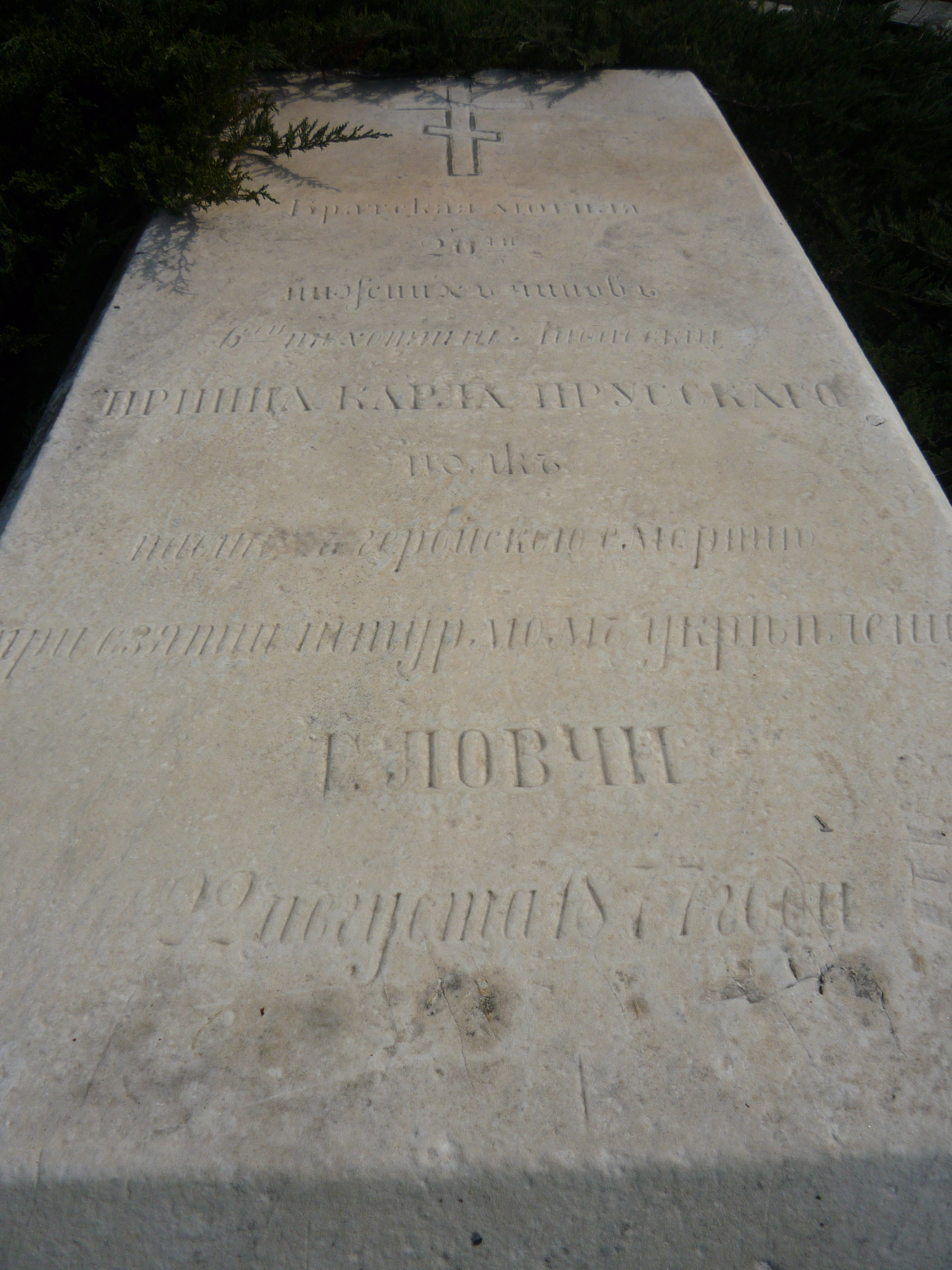
Братская могила 20-ти нижних чинов 6-го пехотного Либавского полка в г. Ловеч, Болгария, погибших 22 августа 1877 года для освобождение города

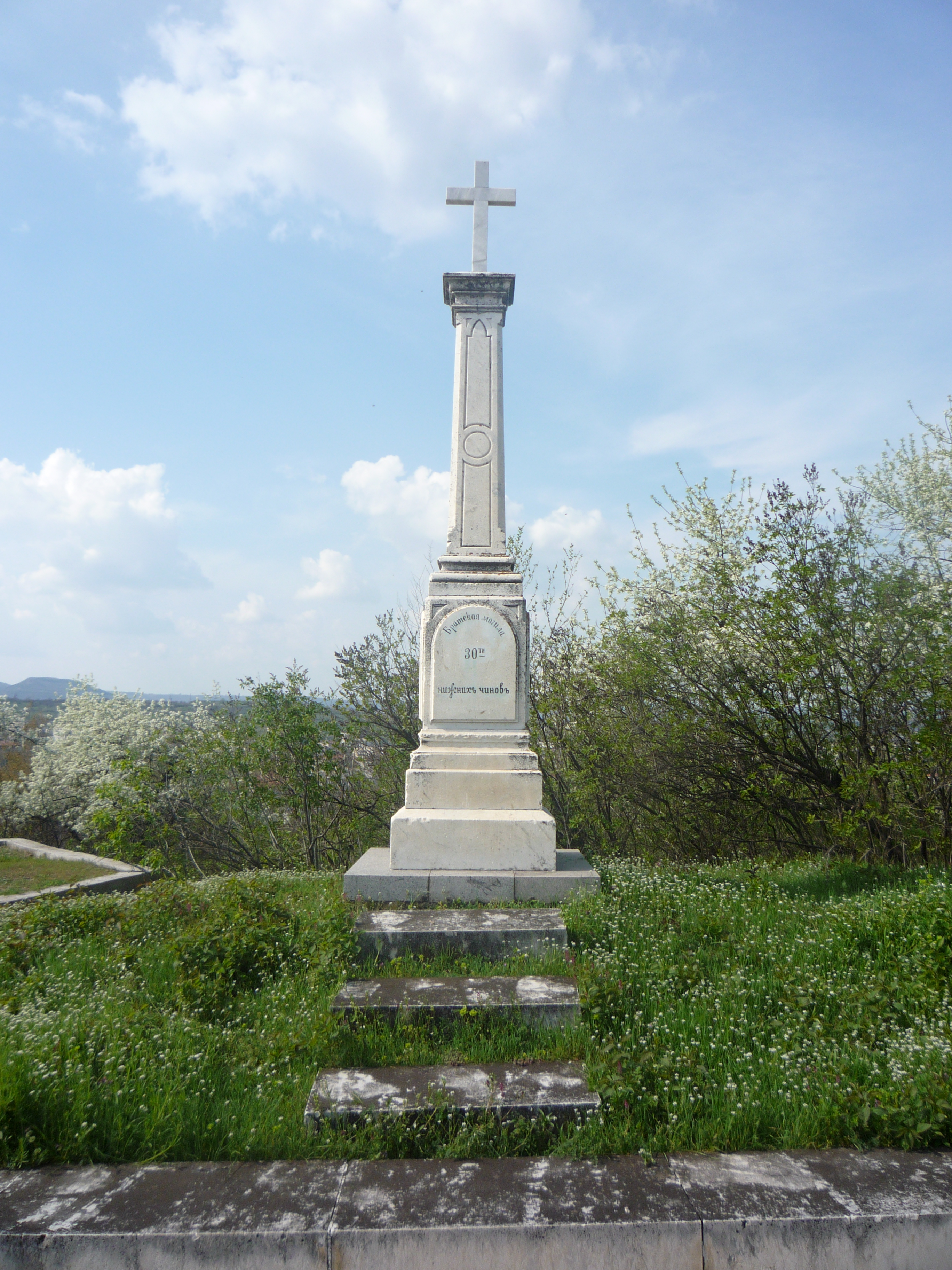
Братская могила 30-ти нижных чинов 6-го Либавского пехотного полка в г. Ловеч, Болгария, погибших 22 августа 1877 года для освобождение города

- 1808—1809 — полк участвовал в русско-шведской войне.
- 22 февраля 1811 — назван Либавским пехотным полком.
- 1812 — участвовал в Отечественной войне в составе 7-й пехотной дивизии (6-й пехотный корпус Дохтурова, 1-я Западная армия).
  - Август — 1-й и 3-й батальоны участвовали в сражении под Смоленском, защищая мстиславское предместье, потеряли девять офицеров и 245 нижних чинов.
  - Во время Бородинского сражения оба батальона находились в центре позиции, у Горкинского оврага, и отразили несколько атак неприятельской кавалерии.
  - Прикрывали отход русской армии от Москвы
  - Отличился при Малоярославце.

Когда русские войска были в третий раз выбиты из Малоярославца, генерал-майор Ермолов попросил у Дохтурова подкреплений. Тотчас ему на помощь была прислана бригада генерал-майора Ф. И. Талызина 1-го из 7-й пехотной дивизии. Первым вступил в дело Либавский полк этой бригады. Солдатам было велено не заряжать ружей и не кричать обычного русского «ура». Батареи, стоявшие близ города, усилили свой огонь по французам, после чего колонна либавцев двинулась вперед в грозном молчании. С барабанным боем и развевающимися знаменами солдаты без выстрела ударили на ближайшую французскую колонну и «истребив оную», гнали неприятельских стрелков до самой реки.— Васильев Алексей Анатольевич. СРАЖЕНИЕ ЗА МАЛОЯРОСЛАВЕЦ 12 ОКТЯБРЯ 1812 ГОДА
- - 2-й батальон находился при защите Динабурга (Даугавпилс), участвовал в сражениях у Полоцка, в боях на реке Ушач и при Ехимании.
- 1813—1814 — участвовал в заграничных походах.
  - 1-й и 3-й батальоны назначены в состав корпуса, осаждавшего крепость Глогау.
  - 14 августа 1814 — полк участвовал в сражении на реке Кацбах.
  - Сражался в составе силезской армии, участвовал в осаде крепости Кассель.
  - 17 января 1814 — в сражении при Бриен-ле-Шато атаковал неприятеля и, несмотря на сильный огонь, штыками выбил его из селения и замка.
  - 20 января 1814 — полк отличился в сражении при Ла-Ротьере.
- 23 октября 1822 — пожаловано шефство принца Карла Прусского и полку велено именоваться Пехотным Принца Карла Прусского полком.
- 28 января 1833 — к полку присоединён 4-й Морской полк.
- 9 мая 1833 — 1-й батальон бывшего 4-го Морского полка отчислен в Софийский морской полк, из которого взамен поступил 2-й батальон бывшего 2-го Морского полка.
- 19 марта 1857 — назван Либавским пехотным Принца Карла Прусского полком.
- 25 марта 1864 — назван 6-м пехотным Либавским Принца Карла Прусского полком.
- 14 января 1883 — в связи со смертью шефа назван 6-м пехотным Либавским полком.
- 25 мая 1883 — пожаловано шефство принца Фридриха-Карла Прусского и полку велено именоваться 6-м пехотным Либавским Принца Фридриха-Карла Прусского полком.
- 7 июня 1885 — в связи со смертью шефа назван 6-м пехотным Либавским полком.
- 18 июня 1885 — пожаловано шефство принца Фридриха-Леопольда Прусского и полку велено именоваться 6-м пехотным Либавским Принца Фридриха-Леопольда Прусского полком.
- 26 июля 1914 — в связи с началом войны с Германией полку велено именоваться 6-м пехотным Либавским полком.

## Шефы полка
- 24.08.1806 — 25.12.1811 — полковник (с 16.06.1808 генерал-майор) Вадковский, Яков Егорович
- 12.03.1812 — 22.06.1815 — полковник Айгустов, Алексей Иванович
- 23.10.1822 — 14.01.1883 — принц Прусский Карл
- 18.06.1885 — 26.07.1914 — принц Прусский Фридрих Леопольд

## Командиры полка
- 27.06.1807 — 22.06.1815 — майор (с 12.12.1808 подполковник, с 16.05.1815 полковник) Бестужев-Рюмин, Михаил Дмитриевич
- 22.06.1815 — 01.01.1819 — полковник Айгустов, Алексей Иванович
- 22.01.1819 — 12.12.1824 — полковник Бреверн, Христофор Логинович
- 12.12.1824 — 15.12.1832 — подполковник (с 24.10.1827 полковник) Гиллейн фон Гембиц, Карл Осипович
- 15.12.1832 — 03.03.1835 — полковник Толстой, Владимир Андреевич
- 07.04.1835 — 26.07.1839 — полковник Ковалевский, Иван Осипович
- 26.07.1839 — 14.09.1845 — полковник Павлов, Прокофий Яковлевич
- 14.09.1845 — 12.12.1854 — полковник (с 19.04.1853 генерал-майор) Рубец, Григорий Петрович
- 12.12.1854 — 05.01.1867 — подполковник (с 30.08.1855 полковник) Сурков, Иван Александрович
- хх.01.1867 — 06.01.1869 — полковник Петровский, Онуфрий Иванович
- 06.01.1869 — 10.09.1877 — полковник Коль, Карл Альбертович
- 10.09.1877 — 09.11.1877 — флигель-адъютант полковник граф Чернышев-Кругликов, Ипполит Иванович
- 09.11.1877 — 06.11.1879 — полковник барон Меллер-Закомельский, Александр Николаевич
- 27.11.1879 — 27.08.1890 — полковник Шестаков, Владимир Александрович
- 23.09.1890 — 17.01.1901 — полковник барон фон Функ, Алексис Вильгельмович
- 05.03.1901 — 09.07.1907 — полковник Аленич, Сампсоний Георгиевич
- 19.07.1907 — 11.07.1910 — полковник Пестич, Евгений Филимонович
- 11.07.1910 — 03.04.1915 — полковник Глобачев, Николай Иванович
- 29.04.1915 — 16.07.1916 — полковник Абутков, Николай Владимирович
- 16.07.1916 — 02.05.1917 — полковник Родкевич, Николай Николаевич
- 23.07.1917 — хх.хх.1917 — полковник Штюрмер, Павел Владимирович
- хх.11.1917 — хх.хх.хххх — полковник Ягелло, Иван Дионисиевич

## Знамя полка
16 мая 1903 Знамя Георгиевское юбилейное образца 1900. Кайма светло-синяя. Навершие М1868 (Г.Арм.). Древко чёрное. «За взятіе Ловчи 22 Августа 1877 года» (на отр. Георг. ленты) «1803-1903» Спас Нерукотворный. Александровская юбилейная лента «1903 года» «1803 г. Либавскій Мушкетерскій полкъ». 23 октября 1867 г. Королём Прусским Вильгельмом I в ознаменование 45-летия Шефства Принца Карла Прусского на знамёна полка были пожалованы особые ленты. 19 июля 1888 г. Высочайше было повелено ленту 4-го батальона возложить на полковое знамя. Левая половина ленты, правая половина банта и левая половина перехвата — зеленые; дубовые листья, кайма и бахрома — золотые, на светло-синем фоне — золотой вензель PK. Правая половина ленты, левая половина банта и правая половина перехвата — красные; лавровые листья, кайма и бахрома — золотые; на белом фоне — чёрный одноглавый орел, корона, скипетр и держава — золотые. После начала войны ленты в строй, вероятно, не выносились. Состояние знамени на начало войны — идеальное. После разгрома полка 15-18/VIII-14 под Танненбергом знамя было снято с древка знаменщиком и попало вместе с ним в плен. Позже знамя было представлено в Трофейную комиссию сестрой милосердия Генриеттой Сорокиной и возвращено в полк. Дальнейшая судьба знамени неизвестна.

## Полковой знак
Знак нижних чинов изготовлен из бронзы, представляет собой мальтийский крест с накладным вензелем Императора Александра I. Без клейм, на винте. Знак учрежден 8 июля 1911 года.

## Форма полка
При общей пехотной форме Либавский полк имел желтые погоны с цифрой .

## Знаменитые люди, служившие в полку
- Граф Берг, Фёдор Фёдорович — генерал-фельдмаршал,  член Государственного Совета, почетный президент Николаевской академии Генерального штаба, наместник Царства Польского
- Гореленко, Филипп Данилович — советский генерал-лейтенант, с 1911 по 1917 год служил и воевал в полку, прапорщик
- Демидов, Николай Иванович — генерал-адъютант, генерал от инфантерии, главный директор пажеского и сухопутных кадетских корпусов
- Жебрак-Русанович, Михаил Антонович — полковник, один из командиров Добровольческой армии
- Попов, Иван Ефимович — советский полковник, с 1915 по 1916 год служил и воевал в полку, младший унтер-офицер
- Ушаков, Фёдор Алексеевич — генерал-майор
- Черский, Пётр Васильевич — генерал-майор, активный участник белого движения

## Галерея

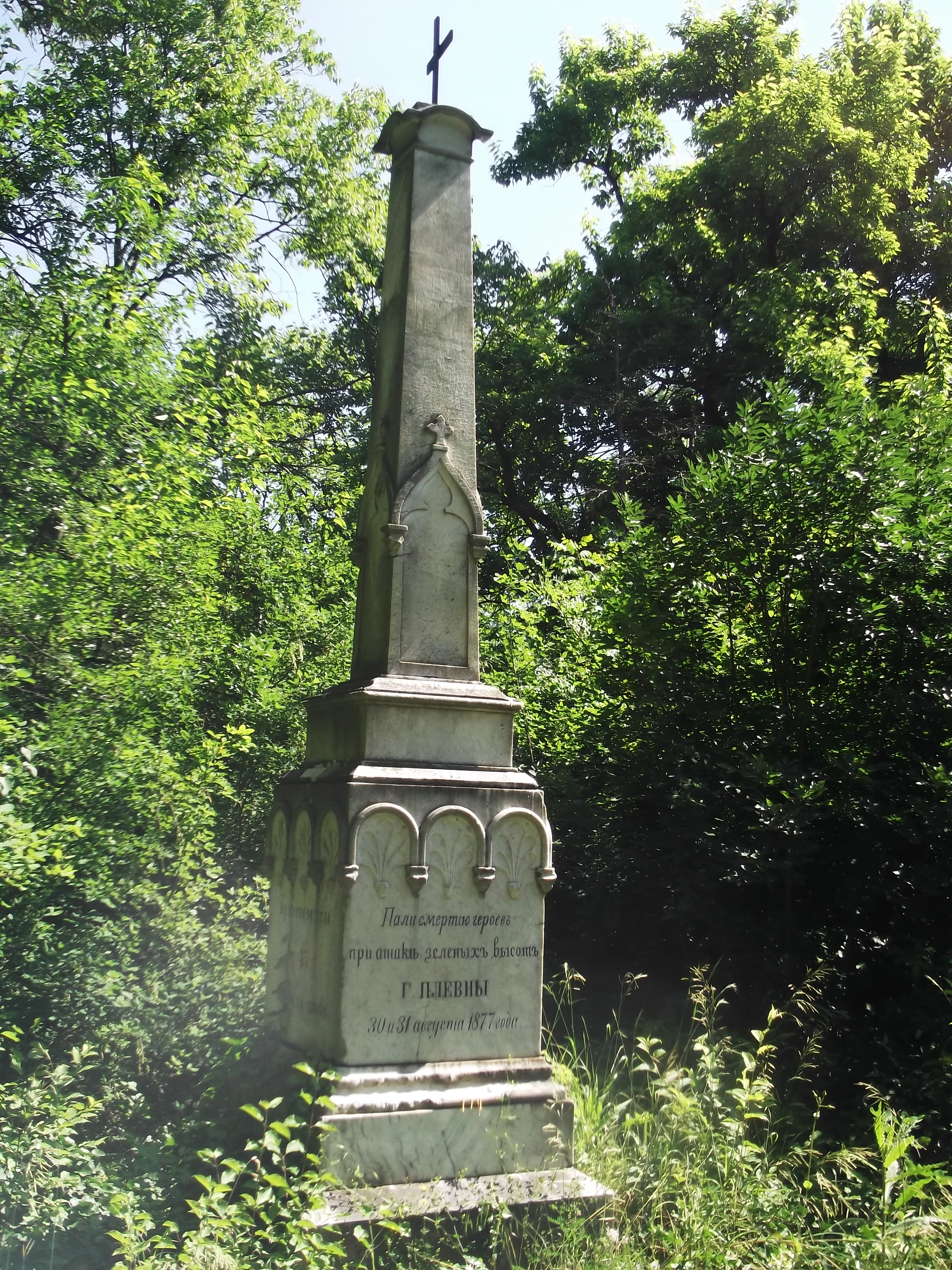
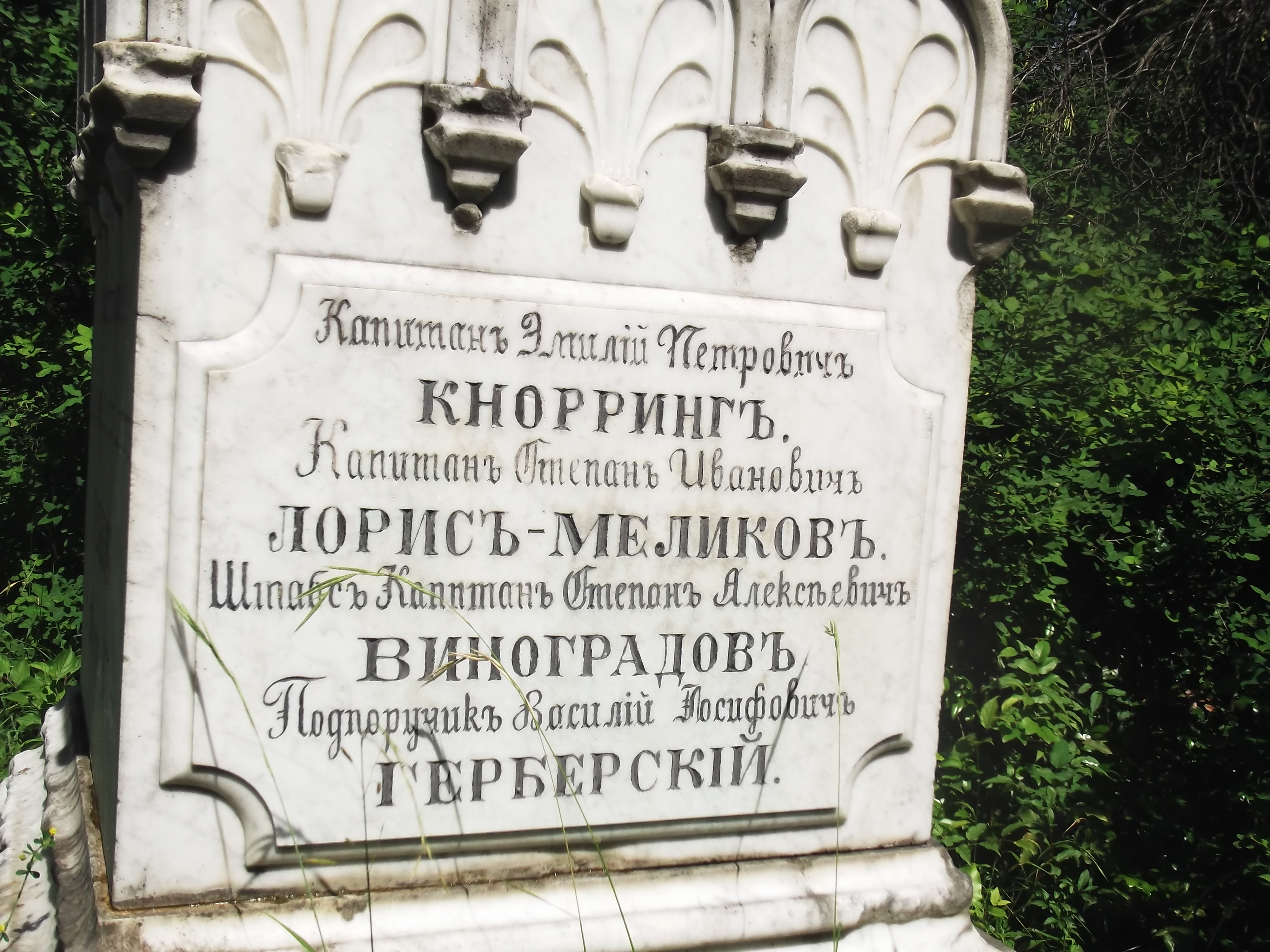
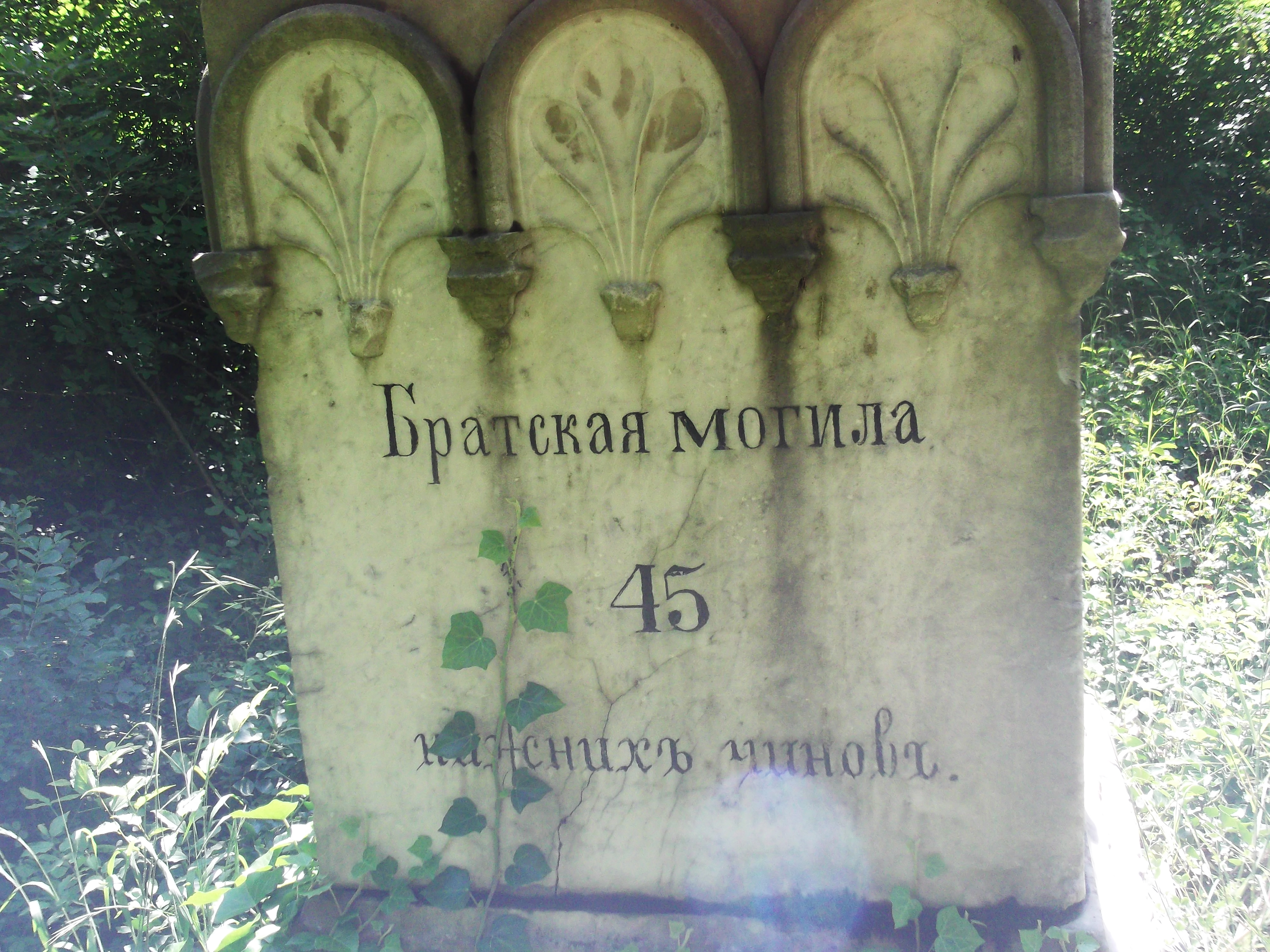
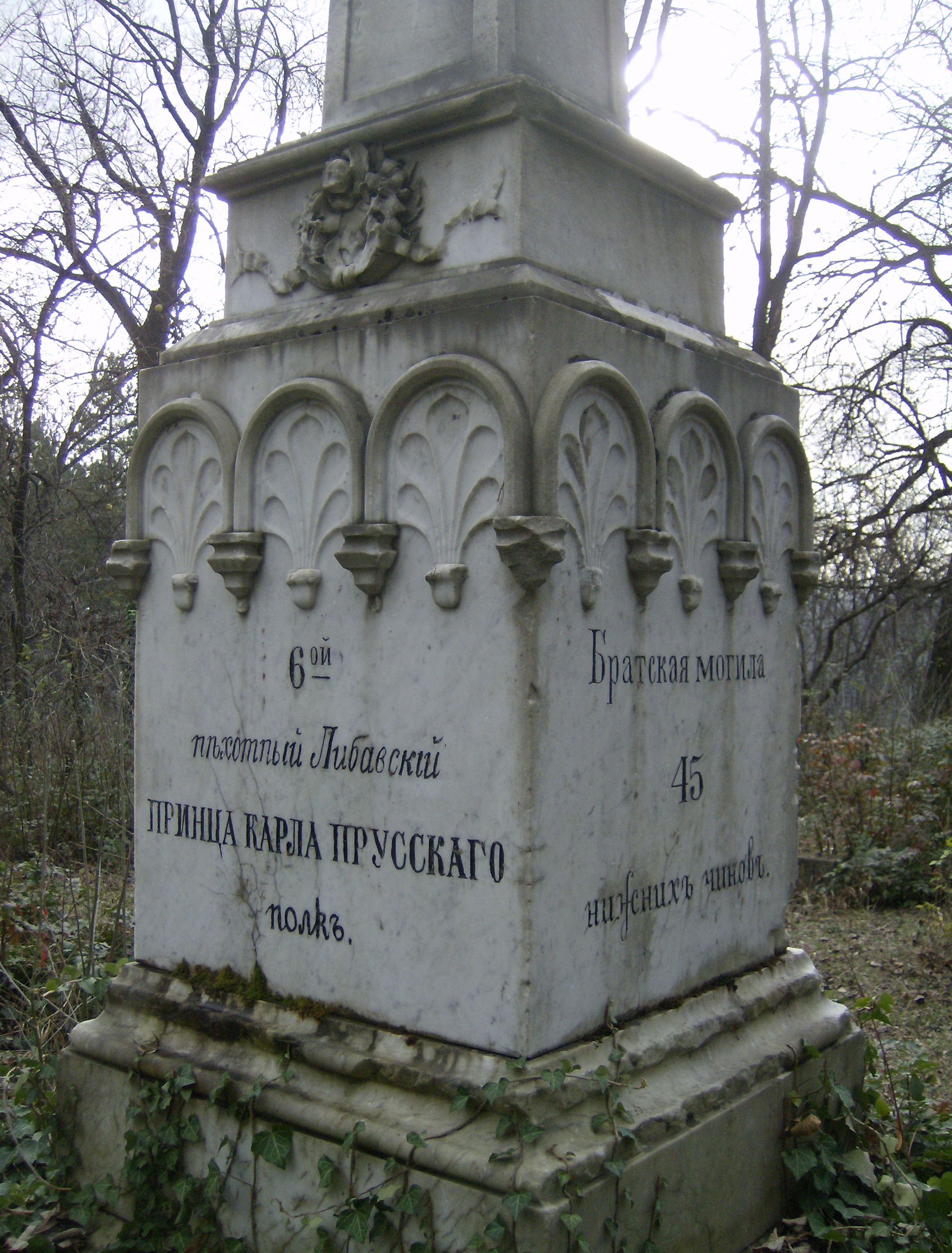
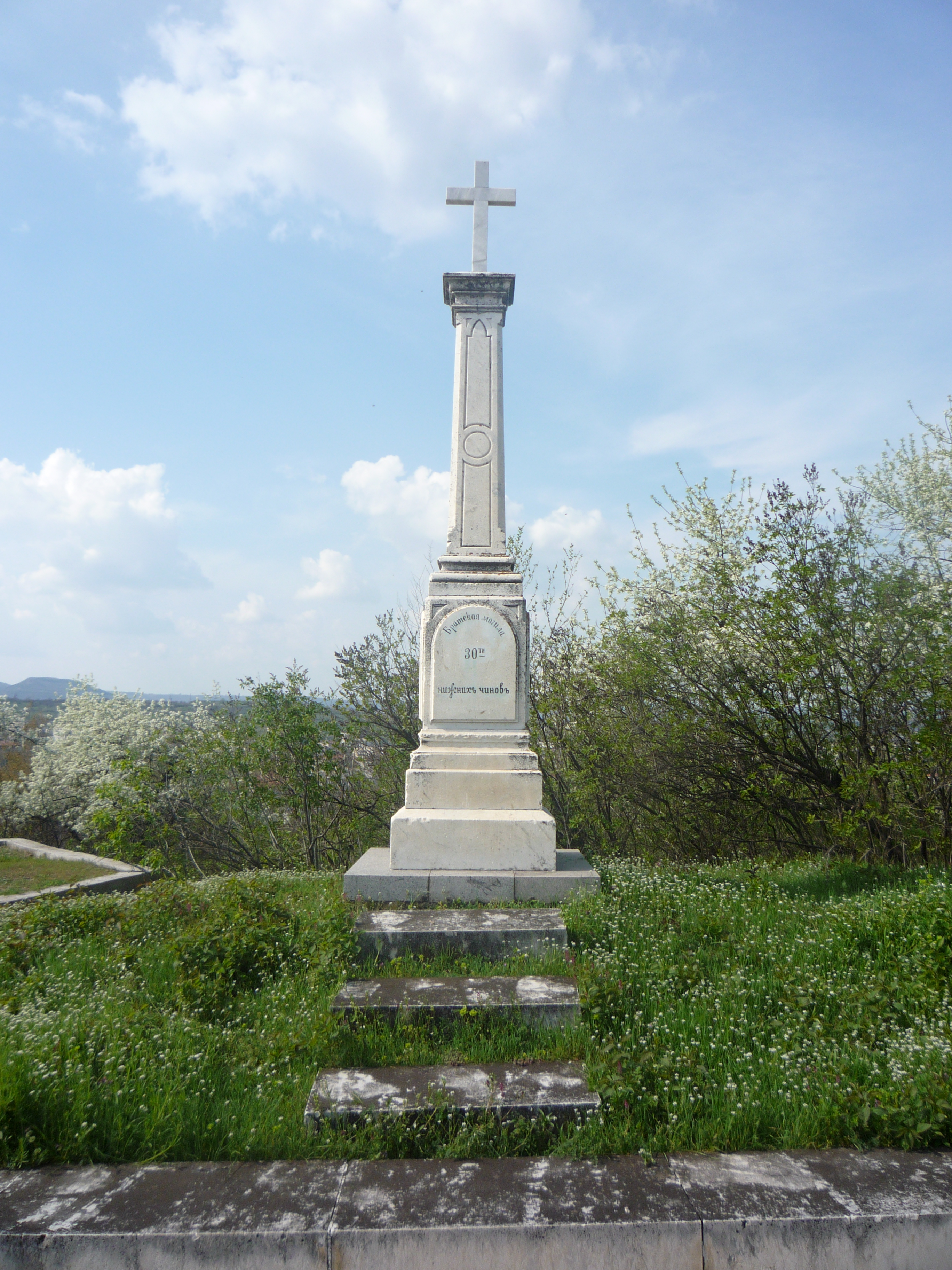
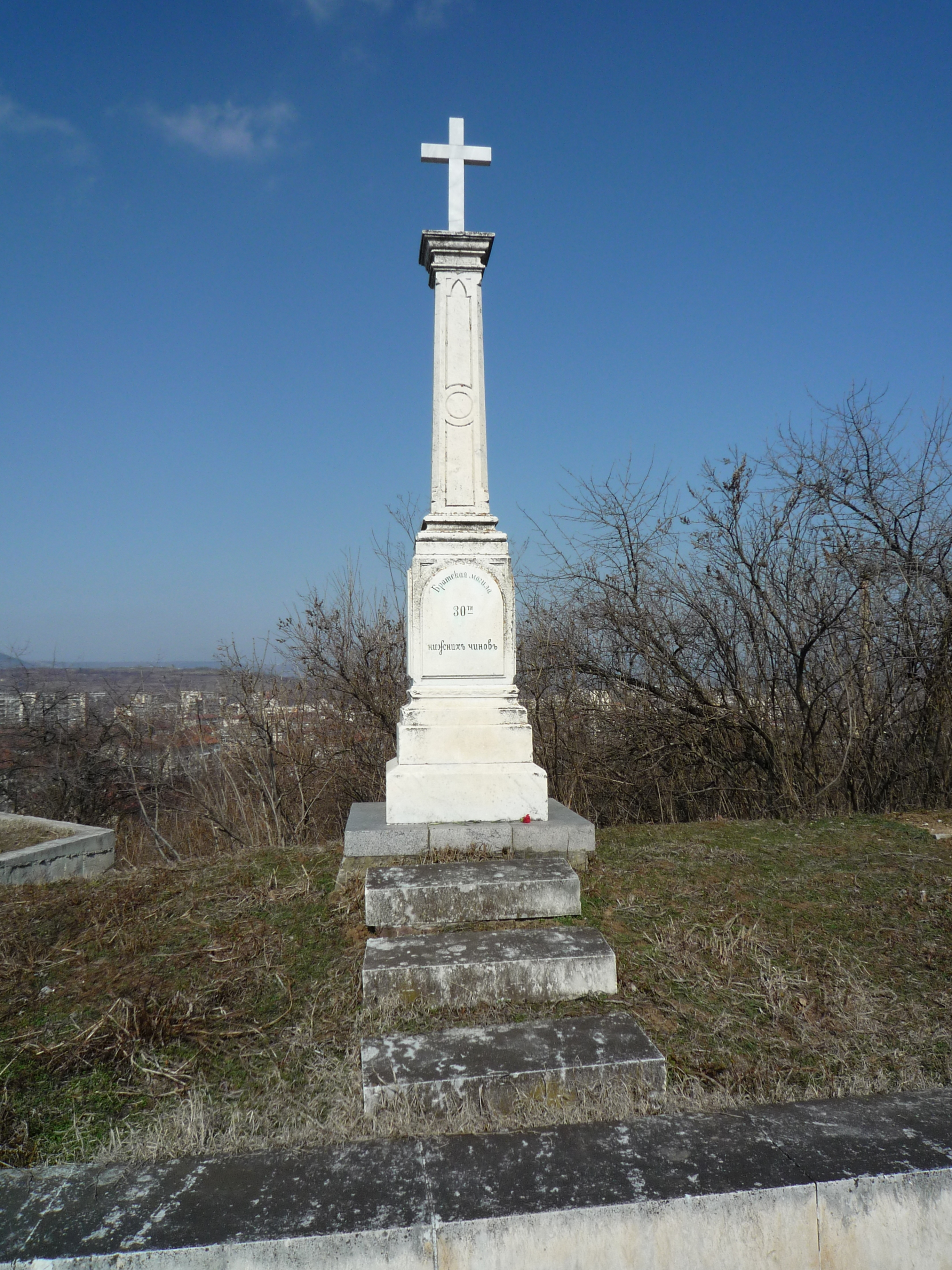
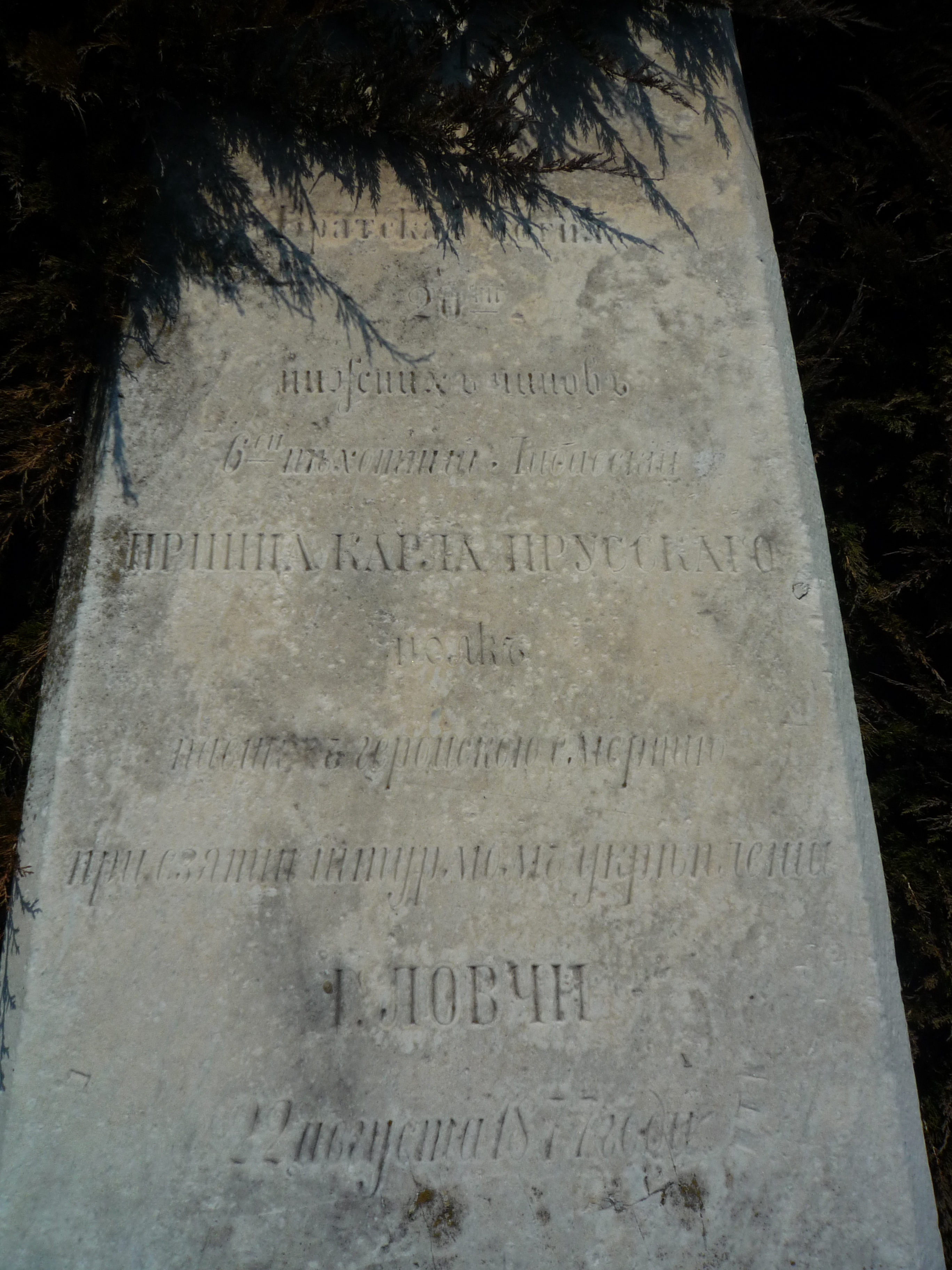